# Catena Artamonov
La Catena Artamonov è una struttura geologica di crateri della superficie della Luna lunga 134 km. Prende nome dal vicino cratere Artamonov e si trova a 26.0 °N 105,9 °E. Il nome della struttura è stato adottato dalla IAU nel 1976.